# Ermida de Nossa Senhora da Piedade (Velas)

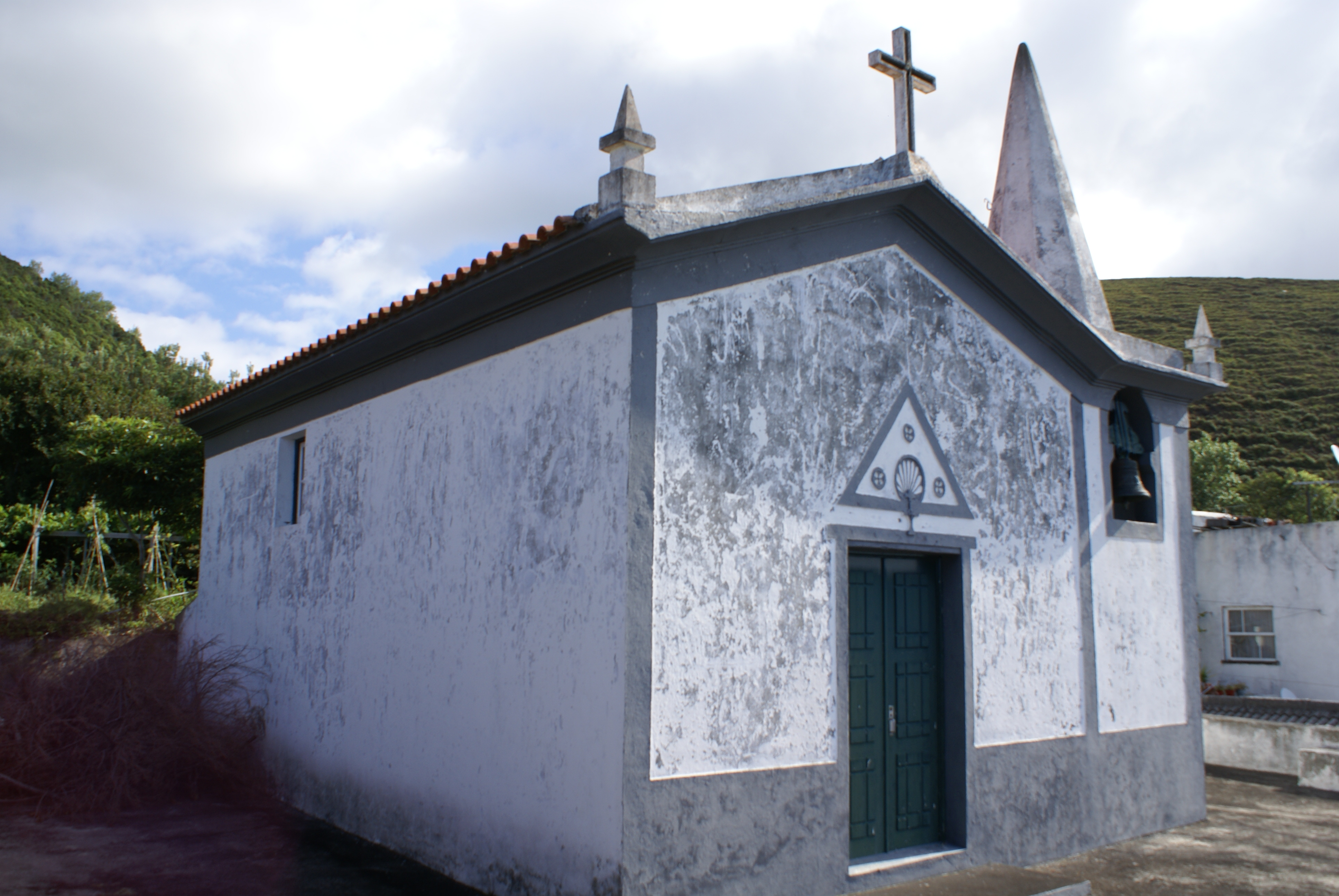
Ermida de Nossa Senhora da Piedade, Velas.

A Ermida de Nossa Senhora da Piedade é uma ermida Portuguesa, localizada no concelho de Velas. Esta ermida foi dedicada à evocação de Nossa Senhora da Piedade e apresenta-se edificada em alvenaria pintada a cal de cor branca com barras de cor cinza.
Apresenta uma torre sineira muito baixa no lateral esquerdo do edifício principal que se encontra dotada por um sino e por uma pequena Cúpula em forma de pirâmide. Apresenta uma Cruz no telhado sobre a porta central e sobre a mesma porta tem a representação estilizada de um símbolo esotérico do Espírito Santo.